# 2008년~2013년 캄보디아-태국 국경 분쟁
캄보디아-태국 국경 분쟁은 프레아 비헤아르 사원 주변 지역과 관련된 캄보디아와 태국 사이의 분쟁을 가리킨다.

## 연혁
- 1959년: 캄보디아가 국제사법재판소에 태국을 제소함.
- 1962년: 국제사법재판소(ICJ)는 프레아 비히어 사원이 캄보디아 소유라고 판결함. 이후 캄보디아는 ICJ가 해당 사원의 소유권을 인정한 만큼 주변 부지도 자국령이라는 입장을 고수하는 반면 태국은 캄보디아의 사원 소유권을 인정하지만 약 4.6km2에 달하는 주변 부지는 자국령이라고 맞서면서 다시 대립함.
- 2008년 6월부터 캄보디아와 태국이 다시 대립.
- 2011년 2월 해당 사원의 주변에서 캄보디아와 태국 양측이 충돌, 10명의 희생자가 발생. 2011년 4월 또다시 교전을 벌여 18명이 사망함. 캄보디아가 2011년 4월에 다시 태국을 제소함. 이에 ICJ는 양국에 사원 각기 주변의 병력을 철수시키라고 명령함.

## 같이 보기
- 민족통일주의
- 라오스-태국 국경 분쟁
- 고구려 역사 논쟁
- 찌에우 왕조
- 카리알라 문제